# Bracon lycii
Bracon lycii är en stekelart som beskrevs av Jean-Jacques Kieffer och Jörgensen 1910. Bracon lycii ingår i släktet Bracon och familjen bracksteklar. Inga underarter finns listade.